# Neoscombrops cynodon
Neoscombrops cynodon is een straalvinnige vissensoort uit de familie van acropomaden (Acropomatidae). De wetenschappelijke naam van de soort werd voor het eerst geldig gepubliceerd in 1921 door Regan.